# Slynka (Ukraine)
Slynka (ukrainisch Злинка; russisch Злынка) ist ein Dorf in der ukrainischen Oblast Kirowohrad mit etwa 4600 Einwohnern (2008).

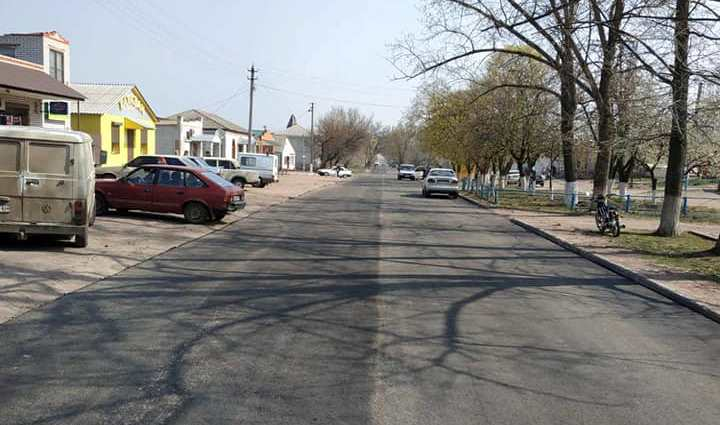
Straße im Ort

Das 1798 gegründete Dorf liegt 25 km südlich vom ehemaligen Rajonzentrum Mala Wyska und 60 km westlich vom Oblastzentrum Kropywnyzkyj.
Das Dorf liegt an der Territorialstraße T–24–01 und besitzt eine Bahnstation an der Bahnstrecke Nowoukrajinka–Smila.
Nördlich von Slynka verläuft die Fernstraße M 12. Bei dem Dorf liegen Steinbrüche, in denen der rote Granit Kapustino gebrochen wird.

## Verwaltungsgliederung
Am 12. Juni 2020 wurde das Dorf zum Zentrum der neugegründeten Landgemeinde Slynka (Злинська сільська громада/Slynska silska hromada). Zu dieser zählen die 5 in der untenstehenden Tabelle aufgelisteten Dörfer, bis dahin bildete es zusammen mit dem Dorf Nowakiwka die gleichnamige Landratsgemeinde Slynka (Злинська сільська рада/Slynska silska rada) im Süden des Rajons Mala Wyska.
Am 17. Juli 2020 kam es im Zuge einer großen Rajonsreform zum Anschluss des Rajonsgebietes an den Rajon Nowoukrajinka.
Folgende Orte sind neben dem Hauptort Slynka Teil der Gemeinde:
| Name                     | Name            | Name                               |
| ukrainisch transkribiert | ukrainisch      | russisch                           |
| ------------------------ | --------------- | ---------------------------------- |
| Nowakiwka                | Новаківка       | Новаковка (Nowakowka)              |
| Perwomajsk               | Первомайськ     | Первомайск (Perwomaisk)            |
| Pletenyj Taschlyk        | Плетений Ташлик | Плетеный Ташлык (Pleteny Taschlyk) |
| Rossochuwatka            | Розсохуватка    | Рассоховатка (Rassochowatka)       |
| Schewtschenkowe          | Шевченкове      | Шевченково (Schewtschenkowo)       |